# Madison Nguyen
Madison Nguyen (* 2. Hälfte des 20. Jahrhunderts in Vietnam, vietnamesisch Nguyễn-Phạm Phượng-Tú) ist eine US-amerikanische Politikerin aus Kalifornien. Sie saß von 2005 bis 2014 im Stadtrat von San José (Kalifornien), und vertrat dort den Bezirk 7. Von 2011 bis 2014 war sie zudem hauptamtliche Vizebürgermeisterin. Sie war die erste vietnamesische Amerikanerin, die in den Stadtrat gewählt und Vizebürgermeisterin wurde. Derzeit ist Frau Nguyen Executive Vice President (EVP) von The Silicon Valley Organisation, auch bekannt als die San Jose Silicon Valley Chamber of Commerce. |
Nguyen und ihre Familie flohen aus Vietnam, als sie vier Jahre alt war. Ihre Familie lebte dann in verschiedenen Flüchtlingslagern auf den Philippinen, bis eine lutherische Kirche sie nach Scottsdale, Arizona, holte. Schließlich zog sie mit ihrer Familie nach Modesto, Kalifornien. Sie ist eines von neun Geschwistern.
Sie  machte ihren Bachelor of Arts in Geschichte an der University of California. Sie erwarb einen Masterabschluss an der University of Chicago. Im Jahr 2000 kehrte sie nach Kalifornien zurück, um an der UC Santa Cruz einen Doktortitel in Soziologie zu erwerben.
Im April 2015 kündigte Madison Nguyen ihre Absicht an, für  die California State Assembly im District 27 zu kandidieren. Die Vorwahl war im Juni 2016, gefolgt von einer allgemeinen Wahl im November, die mit dem nächsten Präsidentschaftswahlkampf zusammenfiel. Madison gewann die Vorwahlen deutlich mit mehr als 11.000 Stimmen mehr als ihr nächster Konkurrent. Die Hauptwahl verlor sie knapp gegen Ash Kalra.